# PA-408
A  PA-408 é uma rodovia brasileira do estado do Pará. Essa estrada intercepta a intercepta a rodovia Engenheiro Augusto Meira Filho em seu limite sul.
Está localizada na região Região Metropolitana de Belém, atendendo ao município de Santa Bárbara do Pará. É responsável por fazer a ligação entre o centro de Santa Bárbara do Pará e o distrito de Genipaúba.